# Майоль, Аристид
Аристид Майоль (фр. Aristide Maillol; 8 декабря 1861 года, Баньюль-сюр-Мер — 27 сентября 1944 года, там же) — французский скульптор и живописец каталонского происхождения. Выдающийся мастер переходного времени от XIX к ХХ столетию. После смерти Родена в 1917 году, которому он часто противопоставлялся по стилю, Майоля, как и Бурделя, считают крупнейшим из французских скульпторов Нового времени

## Биография
Аристид-Бонавентура-Жан Майоль родился 8 декабря 1861 года на юге Франции — в городке Баньюль-сюр-Мер в провинции Руссильон, в семье Катрин Руже и Рафаэля Майоля, торговца тканями. Он был предпоследним из пяти детей. С самого раннего возраста его тётя Люси взяла на себя ответственность за его образование
Сын потомственного виноградаря (слово «майоль» на каталонском наречии означает «виноградная лоза»), Аристид был самоучкой. Он начинал как живописец и мастер шпалер (тканых ковров) и только к сорока годам стал скульптором.

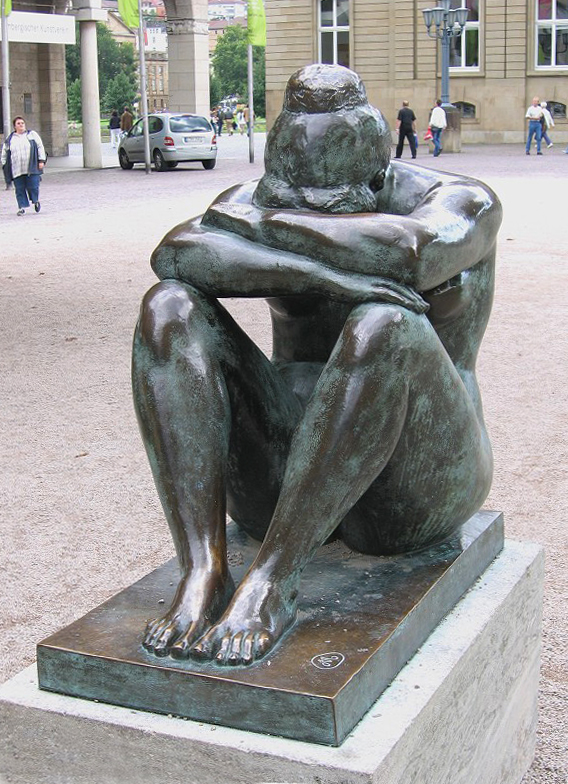
Ночь. 1902. Бронза. Штутгарт

В 1881 году Майоль поселился в Париже. С 1882 года он посещал Школу изящных искусств, по курсу академического рисунка у Жана-Леона Жерома. Плохо принятый, он перешёл в класс рисования обнажённой натуры Адольфа Ивона, где встретил Ахилла Ложе, который, по его словам, повернул его на правильный путь, а затем познакомился с Антуаном Бурделем, который помог ему в 1889 году, когда он столкнулся с финансовыми трудностями.
Обнаружив в парижском музее Клюни средневековые шпалеры «Дама с единорогом», под впечатлением этого шедевра, он открыл в родной деревне ткацкую мастерскую, где познакомился с Клотильдой Нарсис, от которой у него родился сын Люсьен (1896—1972). Клотильда будет его верной спутницей и первой моделью в скульптуре.
Его живопись раннего периода находилась под влиянием современников, он восхищался Пьером Пюви де Шаванном, присоединился к группе «Наби», где общался с Боннаром, Вюйаром и Морисом Дени, а его встреча с Полем Гогеном в 1892 году стала решающей.
Ухудшение зрения заставило Майоля обратиться к скульптуре. Он вернулся в родной город и организовал собственную мастерскую. В 1894 году его первые произведения были представлены публике. Огюст Роден, посетив первую персональную выставку Майоля в 1902 году, был восхищён его работой «Леда» (1902). Это было признанием правильности избранного пути, более того — своеобразным благословением знаменитого Родена.
В 1901—1905 годах Майоль создал большую мраморную статую, у которой было два названия: «Средиземное море» и «Мысль». Композиция скульптуры чиста и логична, а пластика формы, несмотря на сильное обобщение, кажется естественной.
С 1905 года Майоль стал получать частные и государственные заказы. Поверив в свои силы, он начал участвовать в конкурсах проектов памятников. В 1906 году появился монумент «Скованная свобода» (1905—1906), изображающий могучую женщину, воплощение жизненной энергии, способной к преобразованию мира. Таким Майоль представил и памятник коммунисту-утописту Луи Огюсту Бланки. Майоль изобразил обнажённую женщину в манере «связанного действия» (L’Action enchainée), которая тщетно пытается освободиться от пут мощным движением. Этот беспрецедентный проект общественного памятника вызвал скандал.
Таким же образом Майоль решил тему памятника «Посвящение Полю Сезанну», заказанного в 1912 году родным городом Сезанна Экс-ан-Провансом. Майоля и здесь вдохновила обнажённая женская фигура, он работал над моделью памятника более десяти лет, но заказчики категорически отказались от этой работы. Монумент показался им слишком простым и не соответствующим задаче памятника. После громкого скандала скульптуру установили в парижском саду Тюильри.
В 1910 году Морис Дени познакомил Майоля с русским коллекционером Иваном Морозовым, который заказал у него расписные панно для украшения музыкального салона своего московского особняка на Пречистенке, для этого интерьера Майоль создал также четыре аллегорические скульптуры: «Помона», «Флора», «Весна», «Лето».
Скульптор мечтал увидеть памятники Древней Греции. В 1908 году у него появилась такая возможность. Новый друг Майоля немецкий меценат и коллекционер граф Гарри Кесслер помог осуществлению этого желания. Изучая скульптуры Парфенона в Афинах и Храма Зевса в Олимпии, делая зарисовки в афинских музеях, Майоль укрепился в правильности своего творческого метода. Майоль осознавал, конечно, огромный разрыв культур — древней и современной французской. «Что должен был я выбрать? — вопрошал скульптор. — Нашему времени не нужны больше боги. Мне остаётся следовать природе…»
Так появилась «Флора» (1911), спокойная, как мудрая богиня, и сильная, как простая крестьянка. За ней последовала более изящная скульптура, олицетворяющая Иль-де-Франс, историческую область в центре Франции («Иль-де-Франс», 1910—1932).
В 1934 году архитектор Жан-Клод Дондель познакомил 73-летнего Майоля с эмигранткой из Бессарабии, 15-летней Диной Верни, которая на десять лет стала его главной натурщицей, а затем и музой. Он представлял её в виде разнообразных ню в бронзе, мраморе и прочих материалах (композиции «Гора», «Река», «Воздух», «Гармония» и множество других) и благодаря этому творческому содружеству Майоль вновь начал рисовать с натуры.
После двух ретроспективных выставок в 1933 году, в Нью-Йорке и Базеле, Майоль увидел признание своих работ на Всемирной выставке 1937 года и в новом Национальном музее современного искусства во «Дворце Токио» в Париже.
С началом Второй мировой войны Майоль удалился в Баньюль-сюр-Мер. В 1920 году Аристид Майоль был удостоен звания кавалера ордена Почётного легиона, а в 1937 году — командора Почётного легиона.
В 1944 году, не получив известий о Дине, которую, как он считал, арестовали (она была еврейкой), художник покончил жизнь самоубийством 27 сентября 1944 года в возрасте 83 лет (официальная версия: автокатастрофа).

## Характеристика творческого метода
Искусство Майоля обычно вспоминают вслед за именем Родена. Аристид Майоль непосредственно не учился у Родена, но испытал его влияние. Майоль говорил: «Не подражая природе, а работаю как она… Я не изобретаю ничего, так же как яблоня не выдумывает своих яблок». Простые истины, которые благодаря ему вновь утвердились в европейской скульптуре, — это законы гармонии и простоты. Вслед за живописной выразительностью произведений Огюста Родена и эмоциональностью Антуана Бурделя классическая простота скульптур Майоля вернула этот вид искусства к простоте и естественности. Однако если Роден, также стремившийся в своей работе к простоте и естественности, был импрессионистом в скульптуре, то Майоль пошёл по иному пути, он стремился к абсолютной завершённости формы, обобщённости и монументальности. Идеалом Родена был Микеланджело, Майоля — древнегреческая классика. Майоль не любил скульптуры в духе Бернини и даже «дымчатые фигуры» Праксителя называл «помадой в скульптуре», видя в этом упадок стиля. Его единственная тема — сама скульптура, объём нагого тела, покоящегося в пространстве, естественно и просто, как это было у греков. Сам Майоль твёрдо верил в то, что он происходит от древних греков, поселившихся когда-то на юге Франции. Когда скульптору заказали проект памятника революционеру Л. О. Бланки и спросили, каким он его видит, Майоль ответил: мне видится прекрасный женский зад! Потом он отрицал, что говорил что-либо подобное, мол, это всё выдумки газетчиков, но памятник всё же был выполнен в виде обнажённой женской фигуры мощных форм. Майоль никогда прямо не подражал античным статуям, но никто из новых скульпторов не был ближе античной классике, чем он… В скульптуре Майоль искал, как он сам говорил, «архитектуру устойчивости»
Майоля называли «Сезанном в скульптуре». Одно время он был близок художниками группы Наби. Он «никогда не изображал непосредственных действий. Напрасно было бы искать в творчестве Майоля роденовского охвата явлений, роденовской широты тематики… Одна и та же тема у Майоля везде — от мелкой пластики до памятников знаменитым современникам. В течение всей своей жизни Майоль не желает знать иного сюжета, чем изображение обнажённой или, реже, слегка задрапированной женской фигуры… Для Родена внешнее движение всегда было основной формой выражения жизни в скульптуре. Майоль в своих статуях ограничил внешнее движение до минимума».
Майоль мечтал написать учебник гармонии для скульпторов. Его интересовало само пластическое формообразование. Его последнее произведение так и называется: «Гармония» (1940—1944) — женская статуя без рук, как античная Афродита. Про свои творения художник говорил: «Я хочу дать им стиль и жизнь».

## Галерея

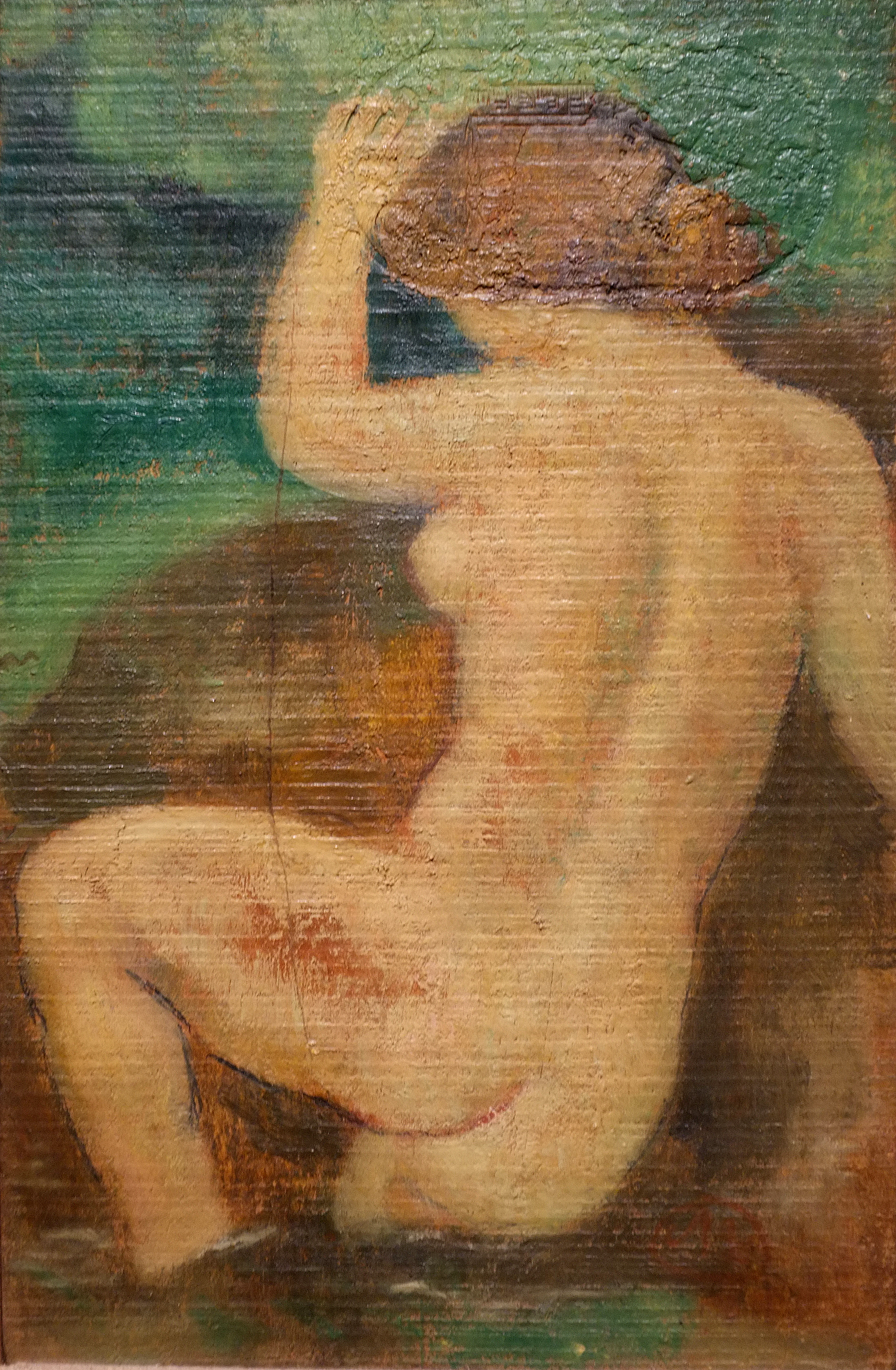
Mаленькая купальщица. 1922. Холст, масло. Музей Майоля, Баньюль-сюр-Мер
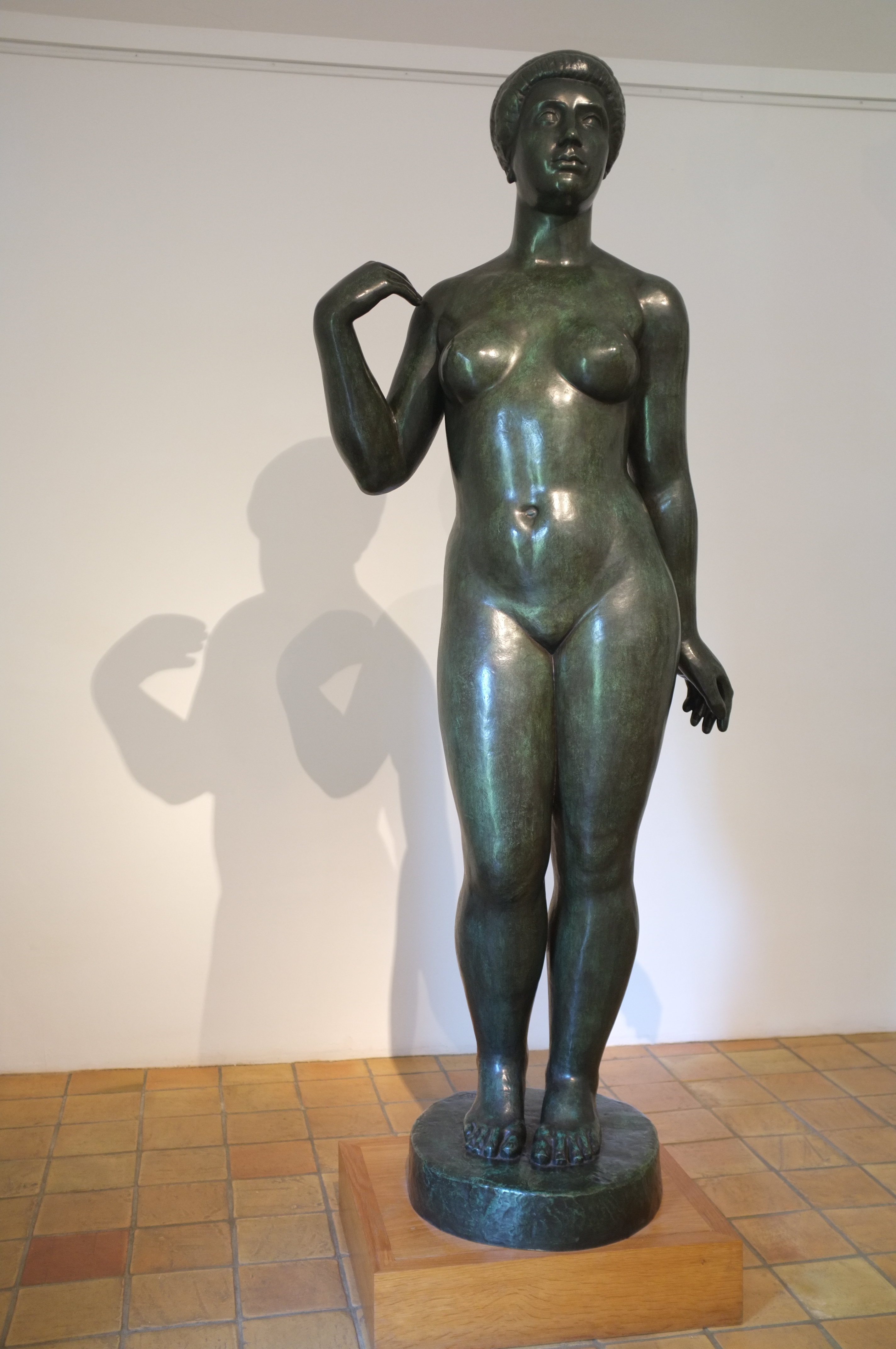
Купальщица. 1921. Бронза. Музей Майоля, Баньюль-сюр-Мер
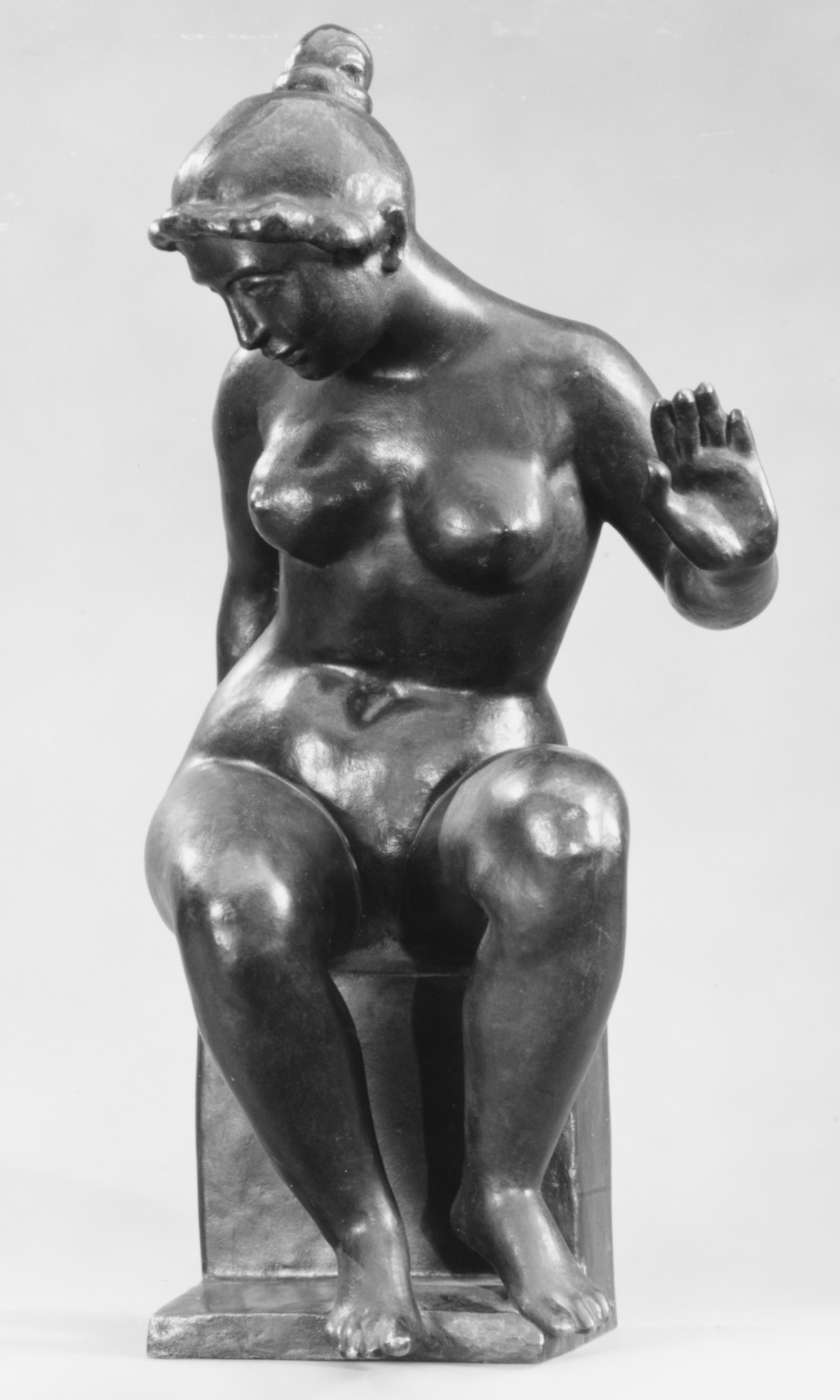
Леда. 1902. Бронза. Метрополитен-музей, Нью-Йорк
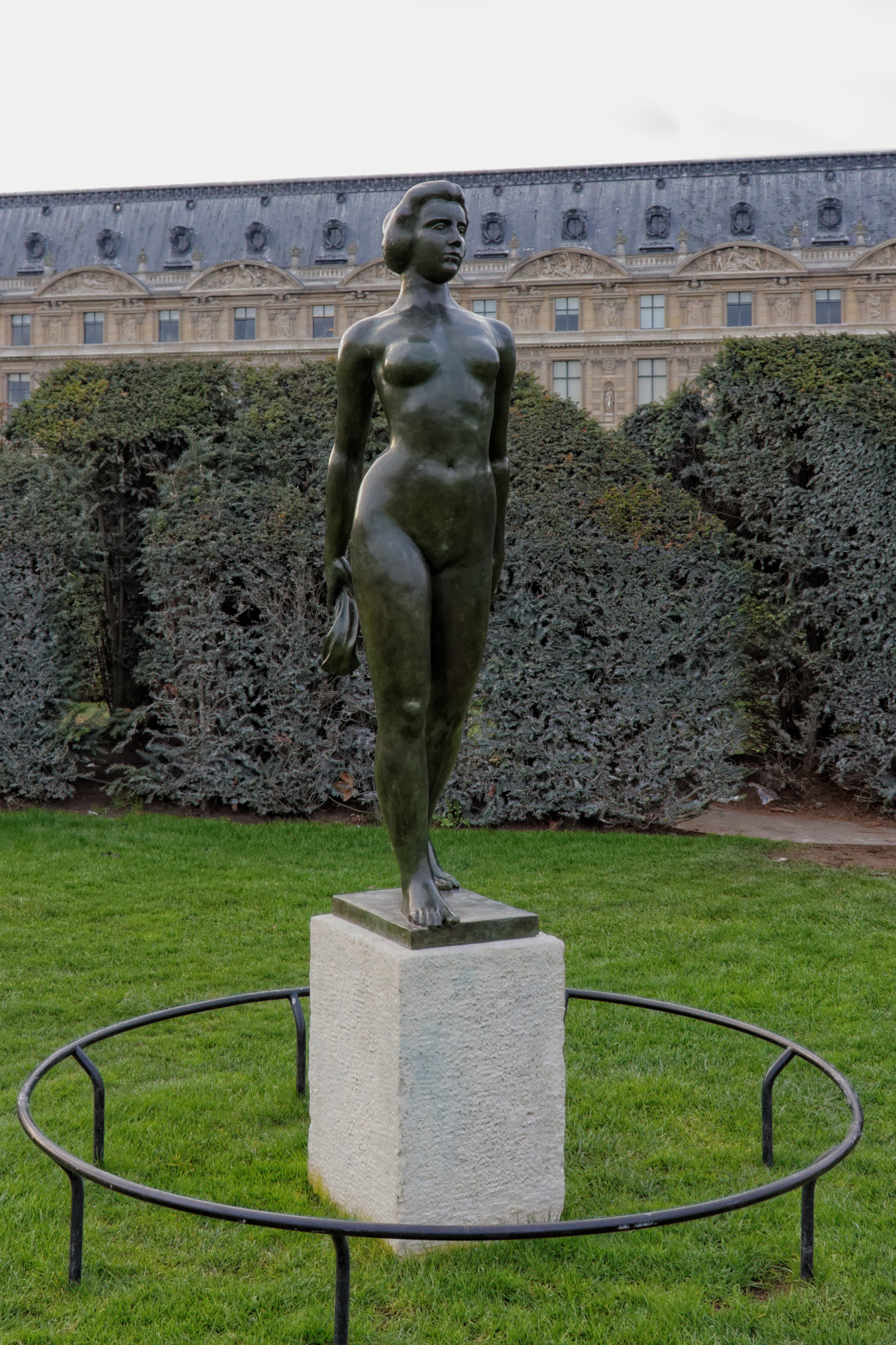
Иль-де-Франс. 1922. Бронза. Сады Карузель, Париж
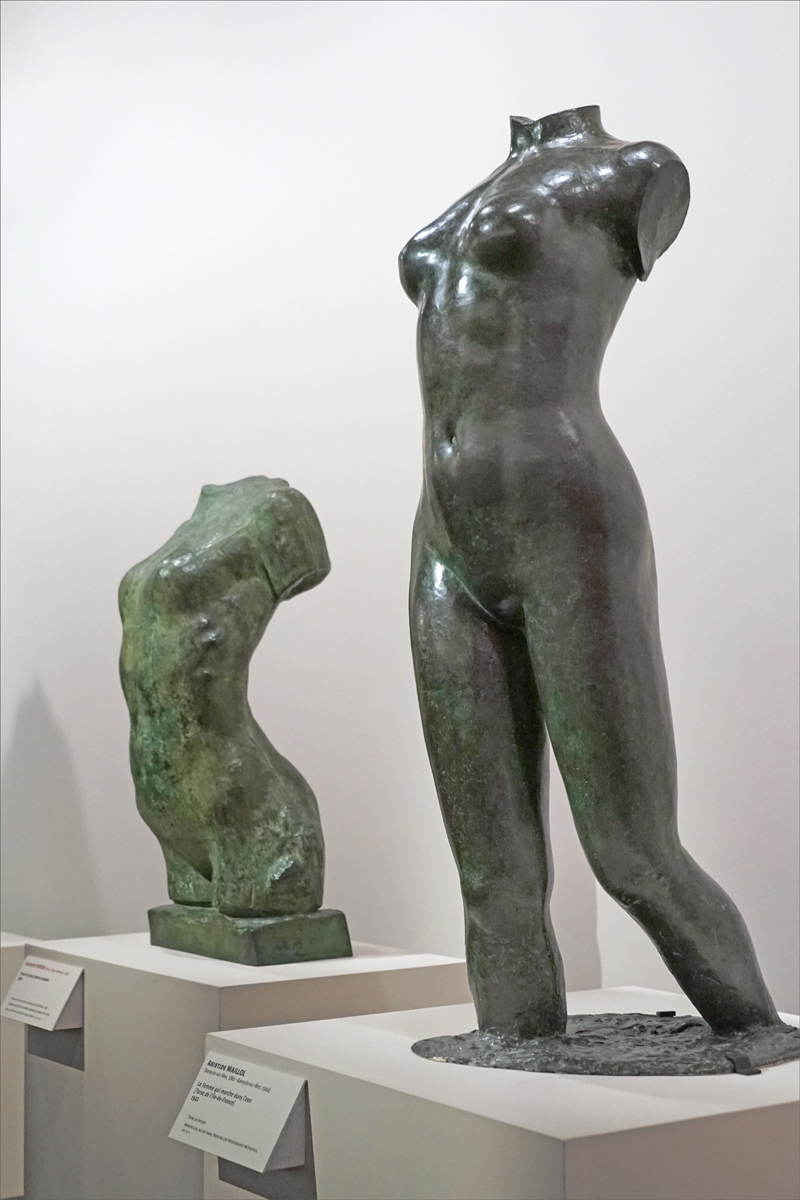
Торс Иль-де-Франс. 1922. Бронза. Музей Майоля, Баньюль-сюр-Мер
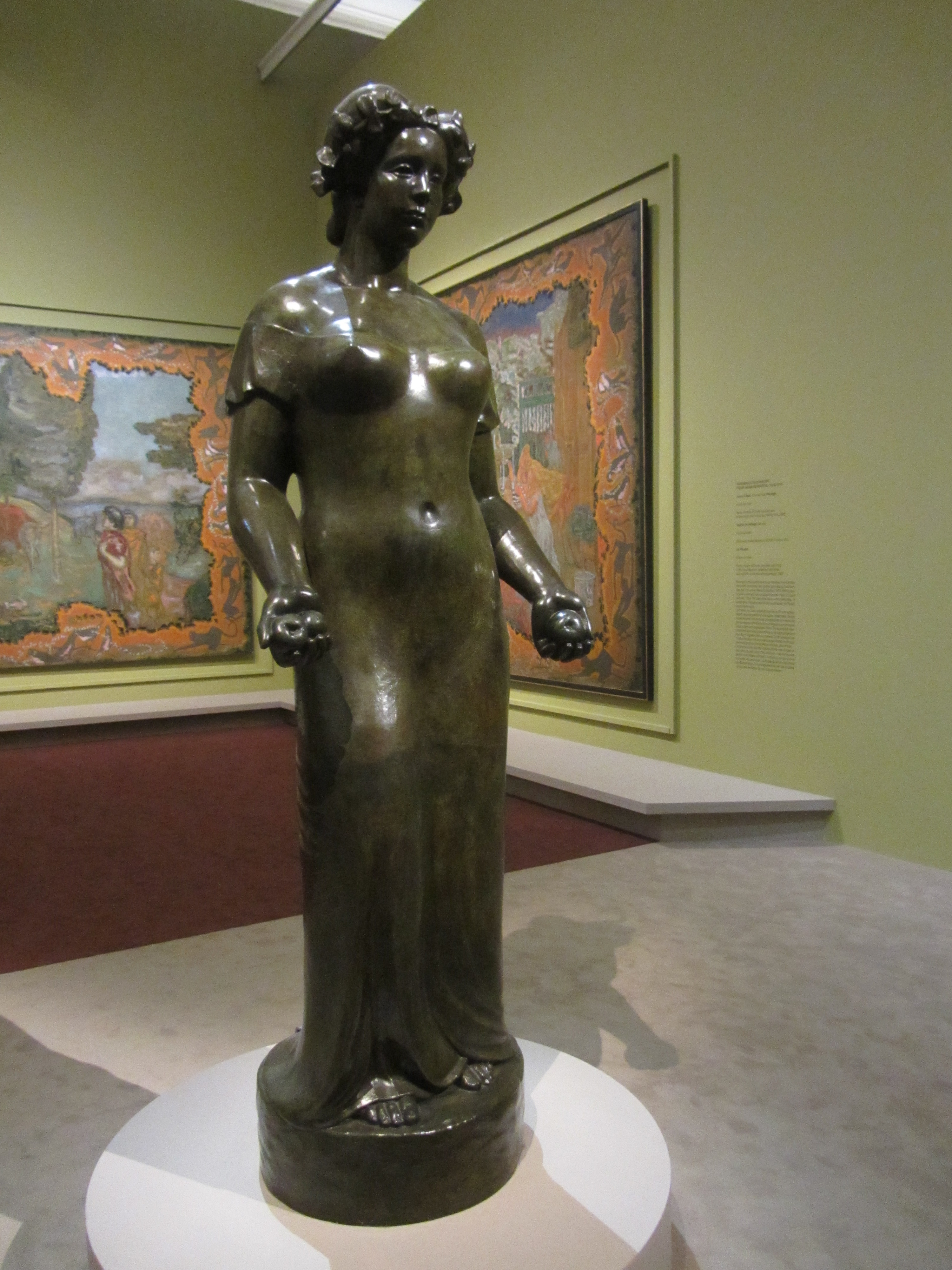
Помона. 1921. Бронза. Музей Орсе, Париж
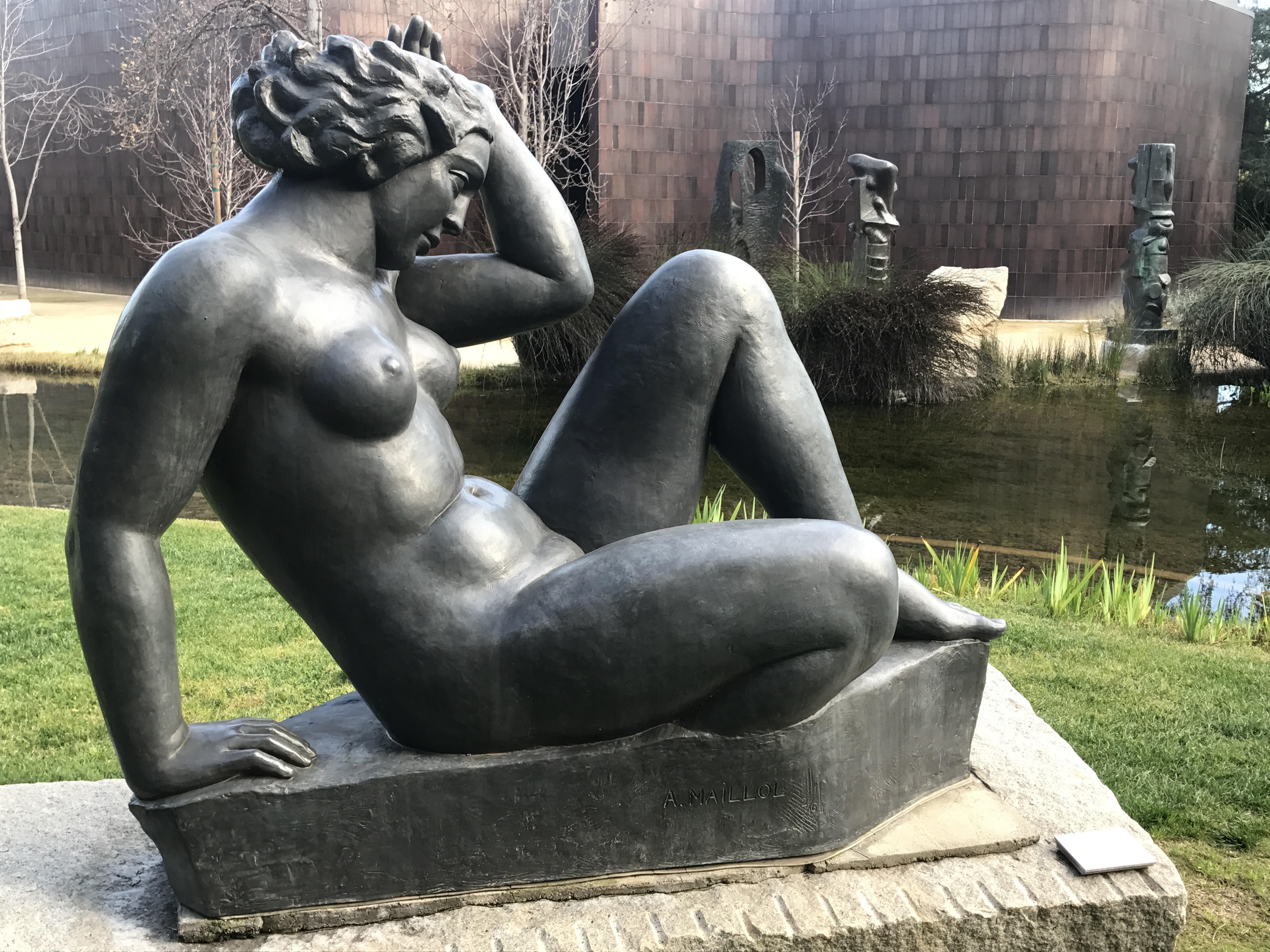
Гора. 1937. Бронза. Музей Нортона Саймона, Пасадина, Калифорния, США
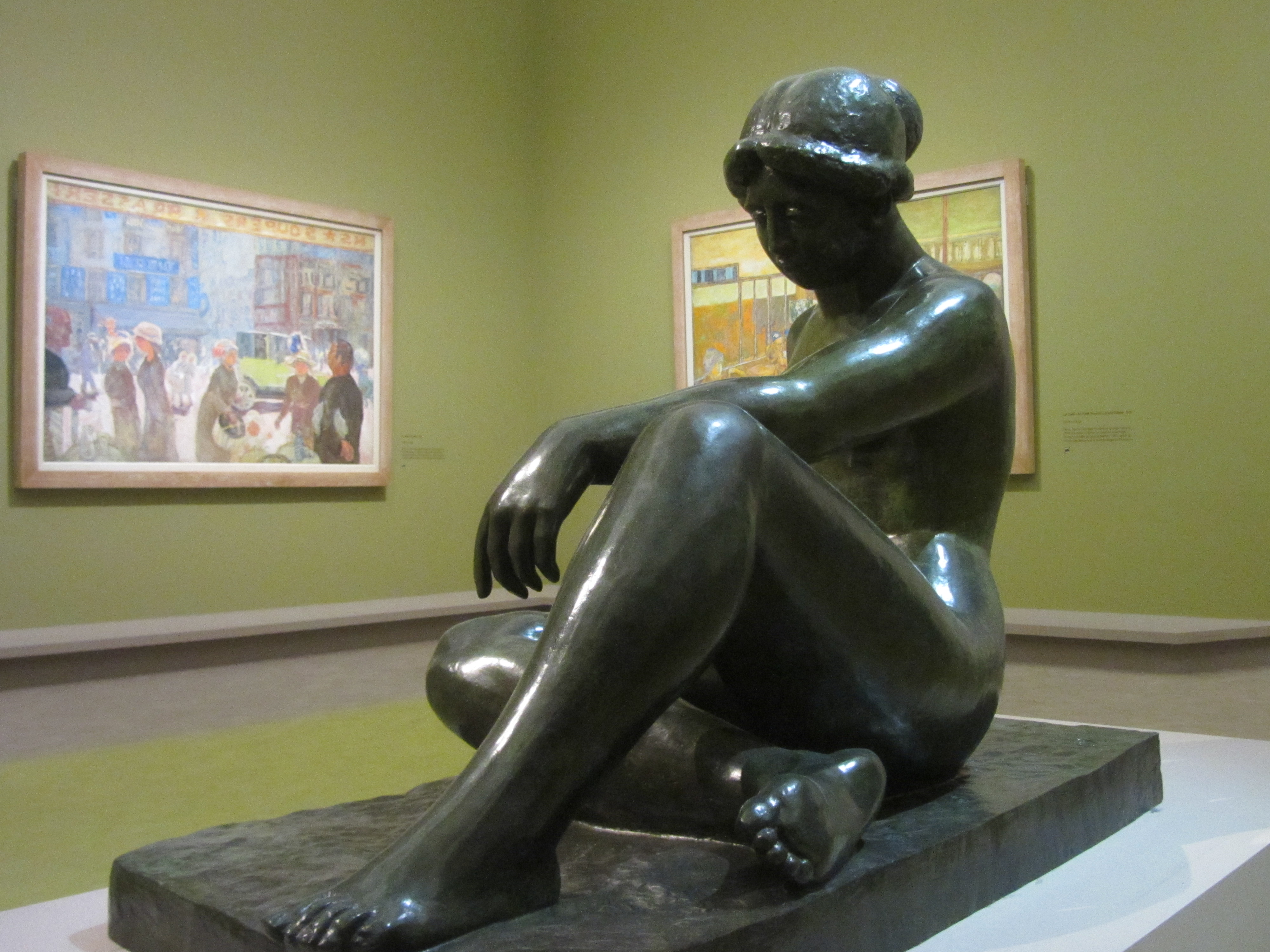
Средиземное море. Ок. 1902. Бронза. Музей Орсе, Париж
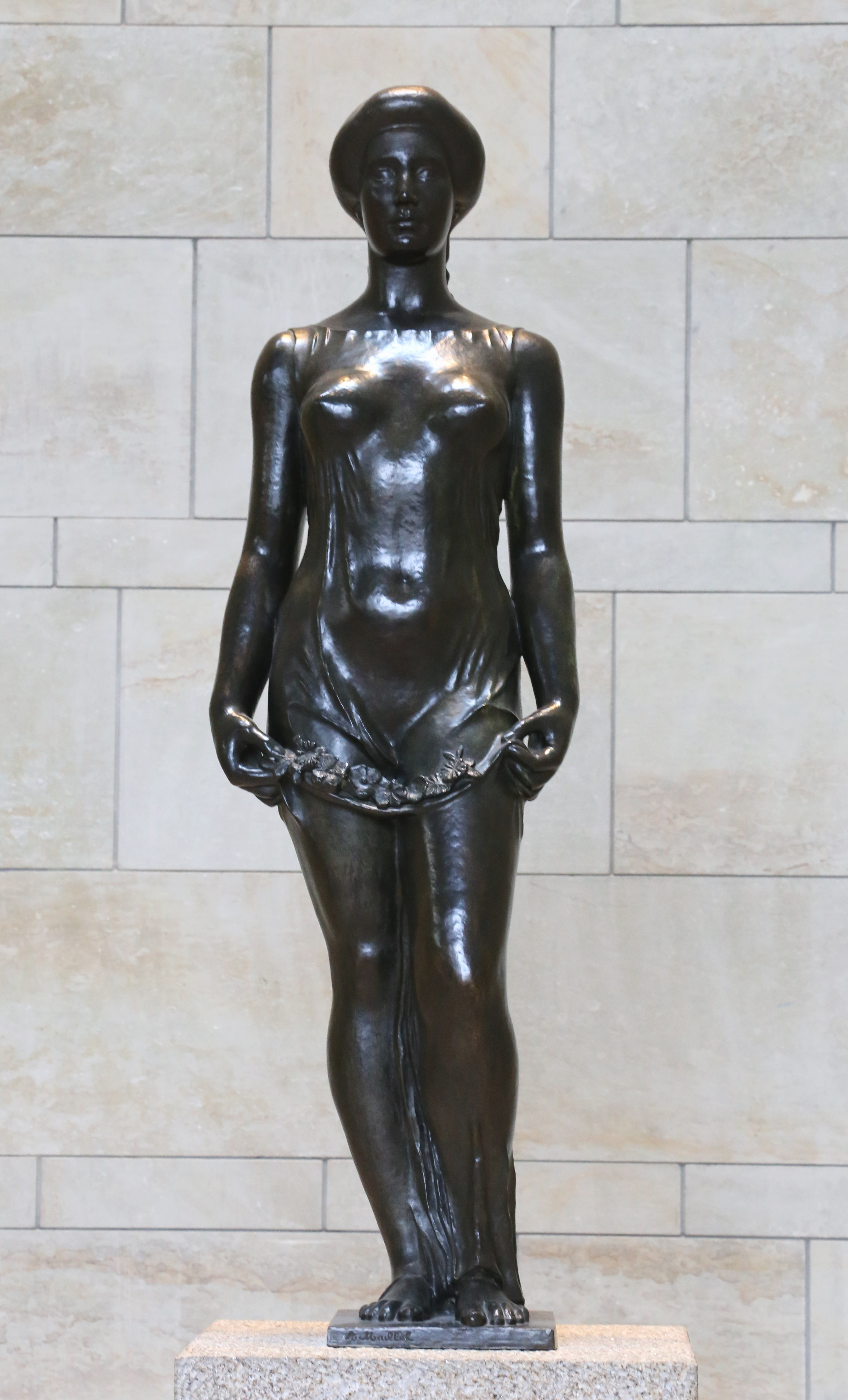
Флора. 1911. Бронза. Новая пинакотека, Мюнхен
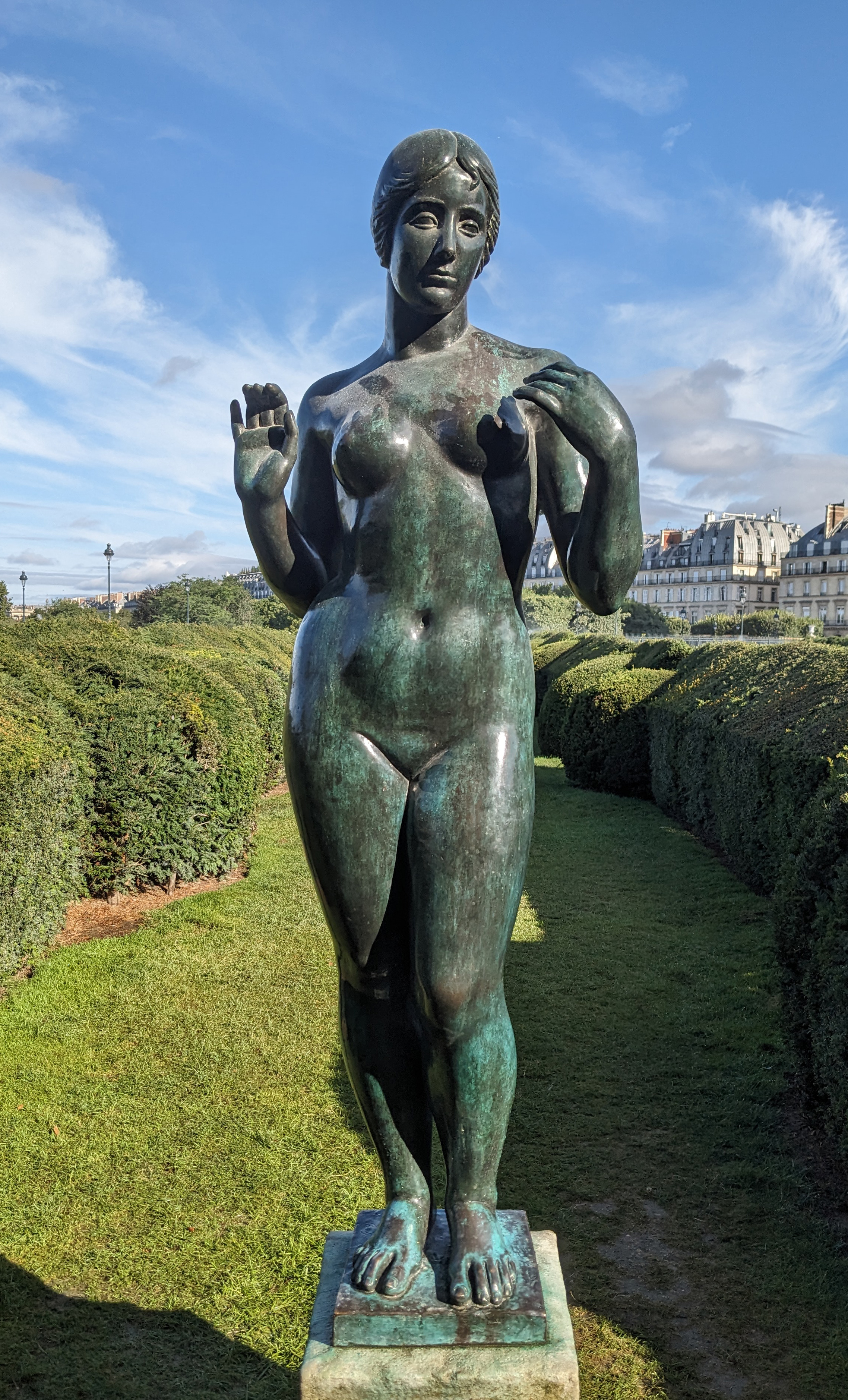
Венера с колье. 1928. Бронза. Сады Лувра, Париж
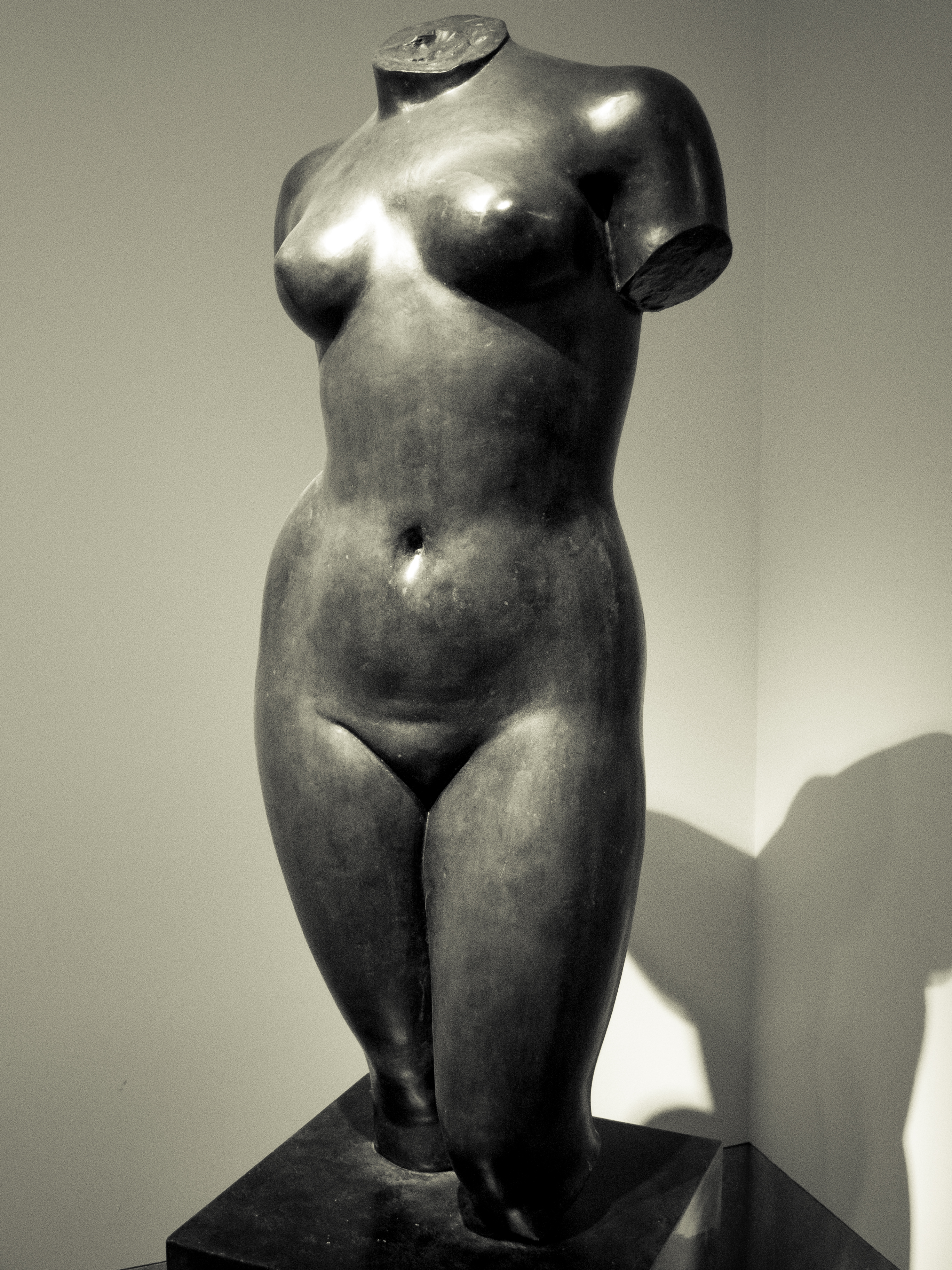
Торс Венеры. Ок. 1920. Бронза. Музей Нортона Саймона, Пасадина, Калифорния, США
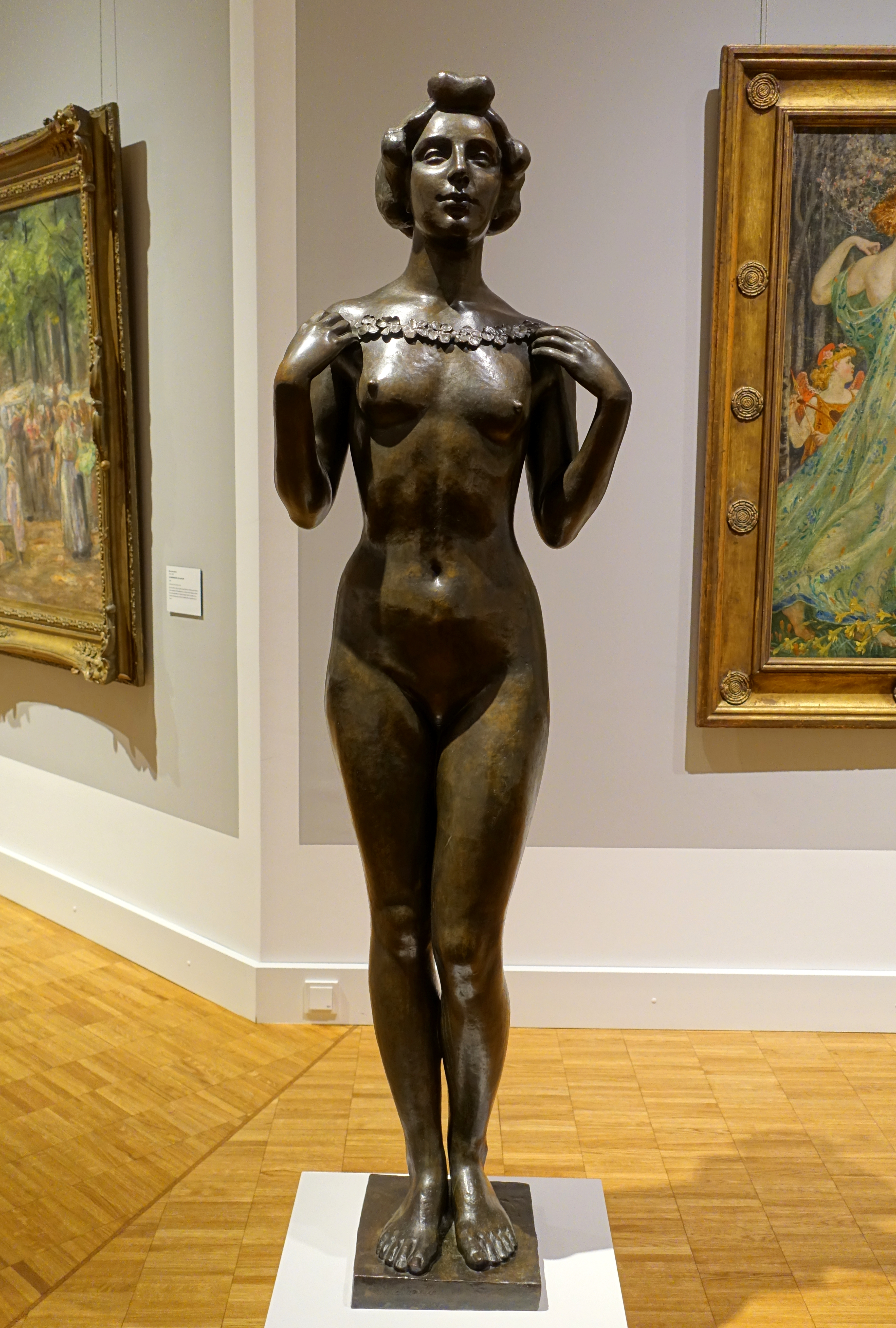
Весна. 1912. Бронза. Земельный музей, Дармштадт
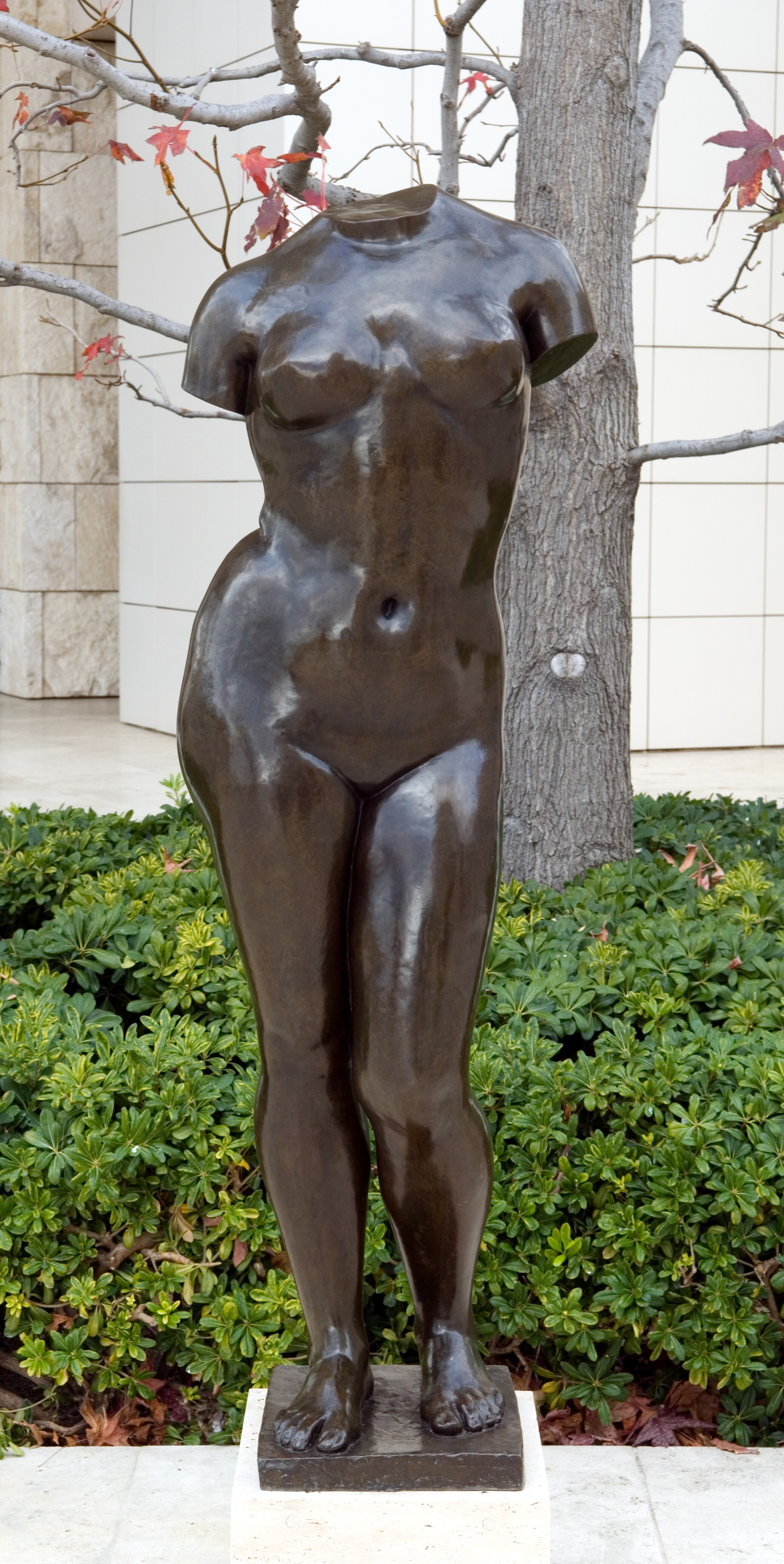
Лето. Бронза. Центр Гетти, Лос-Анджелес
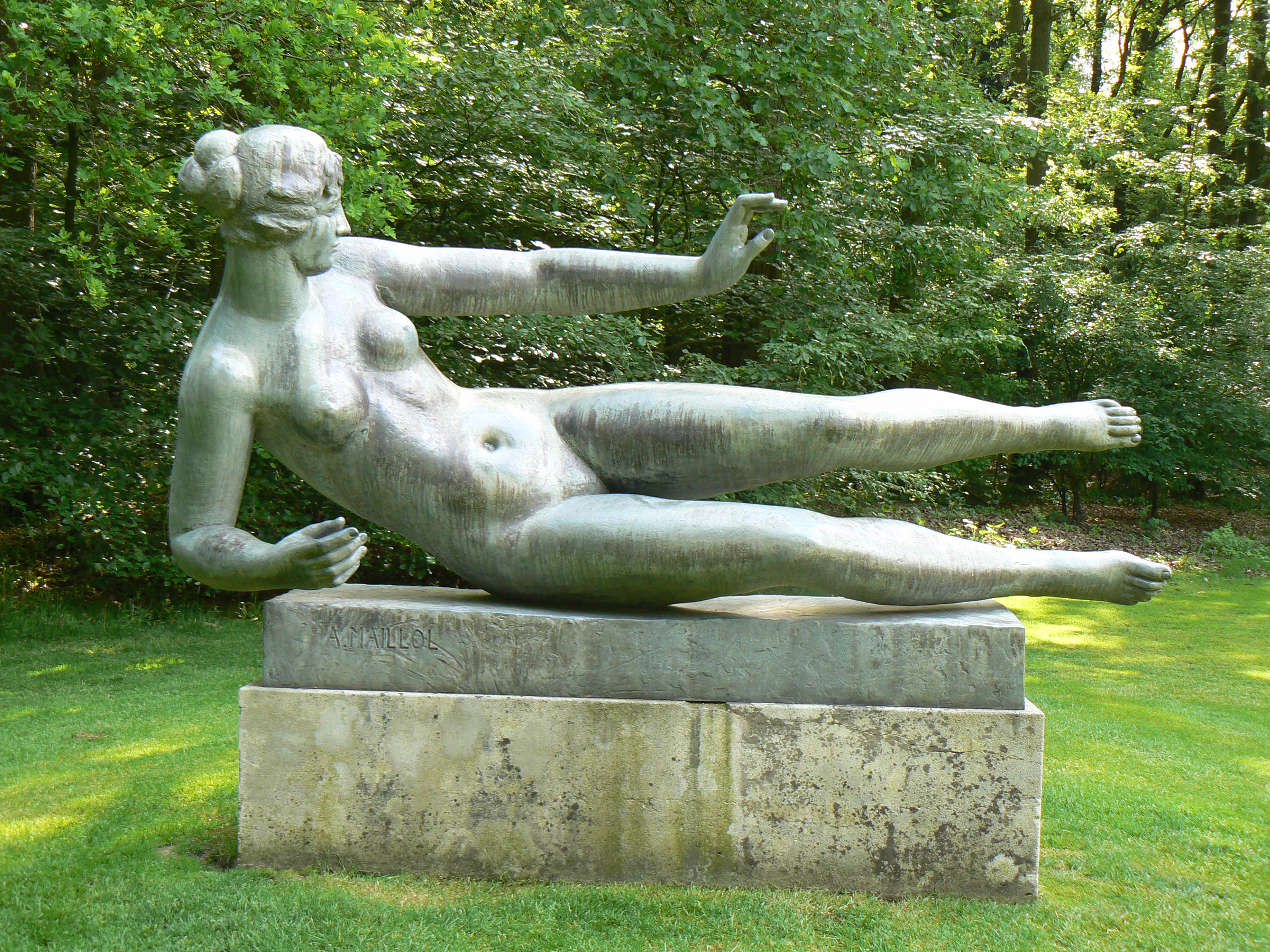
Воздух. 1939. Бронза. Музей Крёллер-Мюллер, Оттерло, Нидерланды
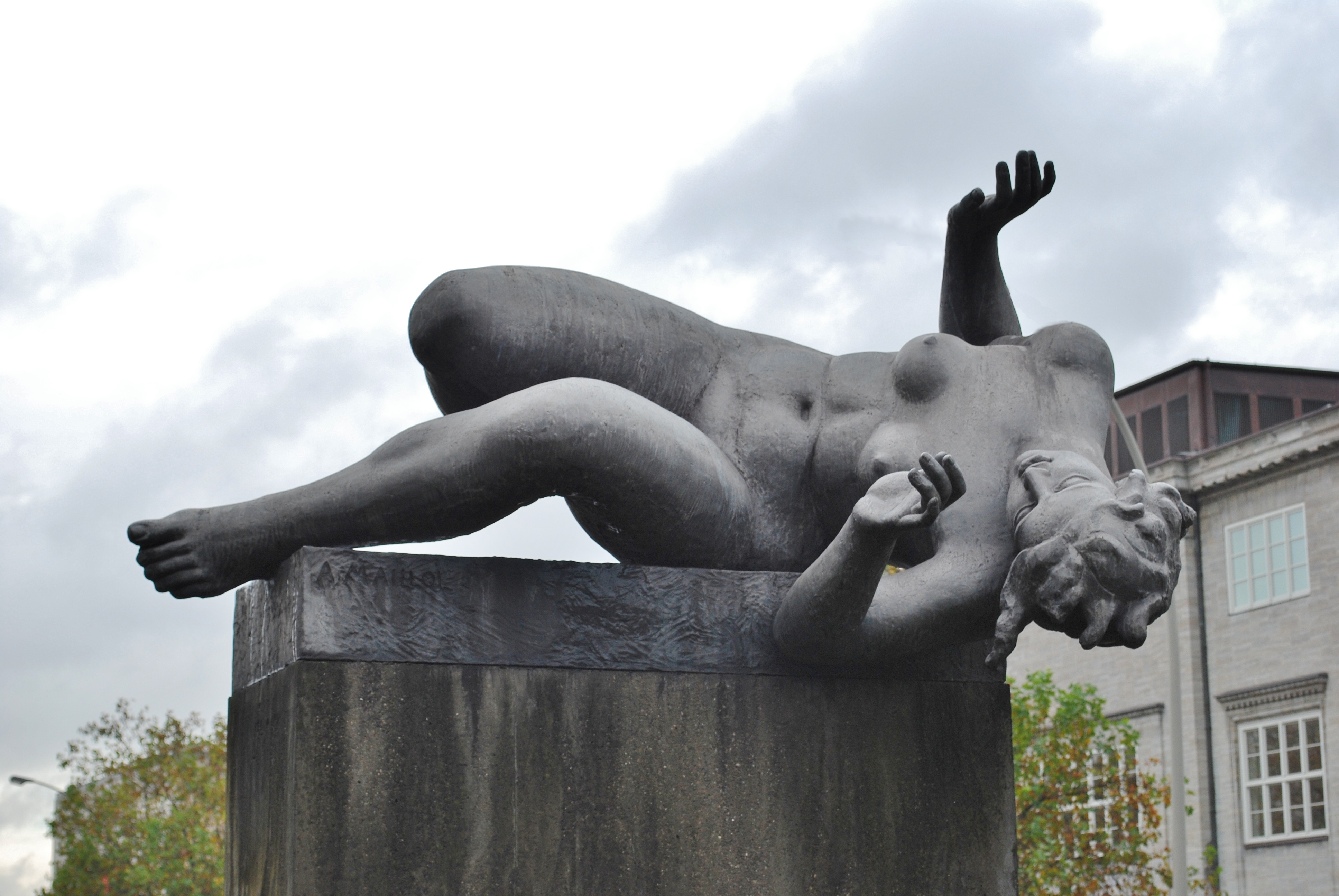
Река. Кунстхалле, Гамбург
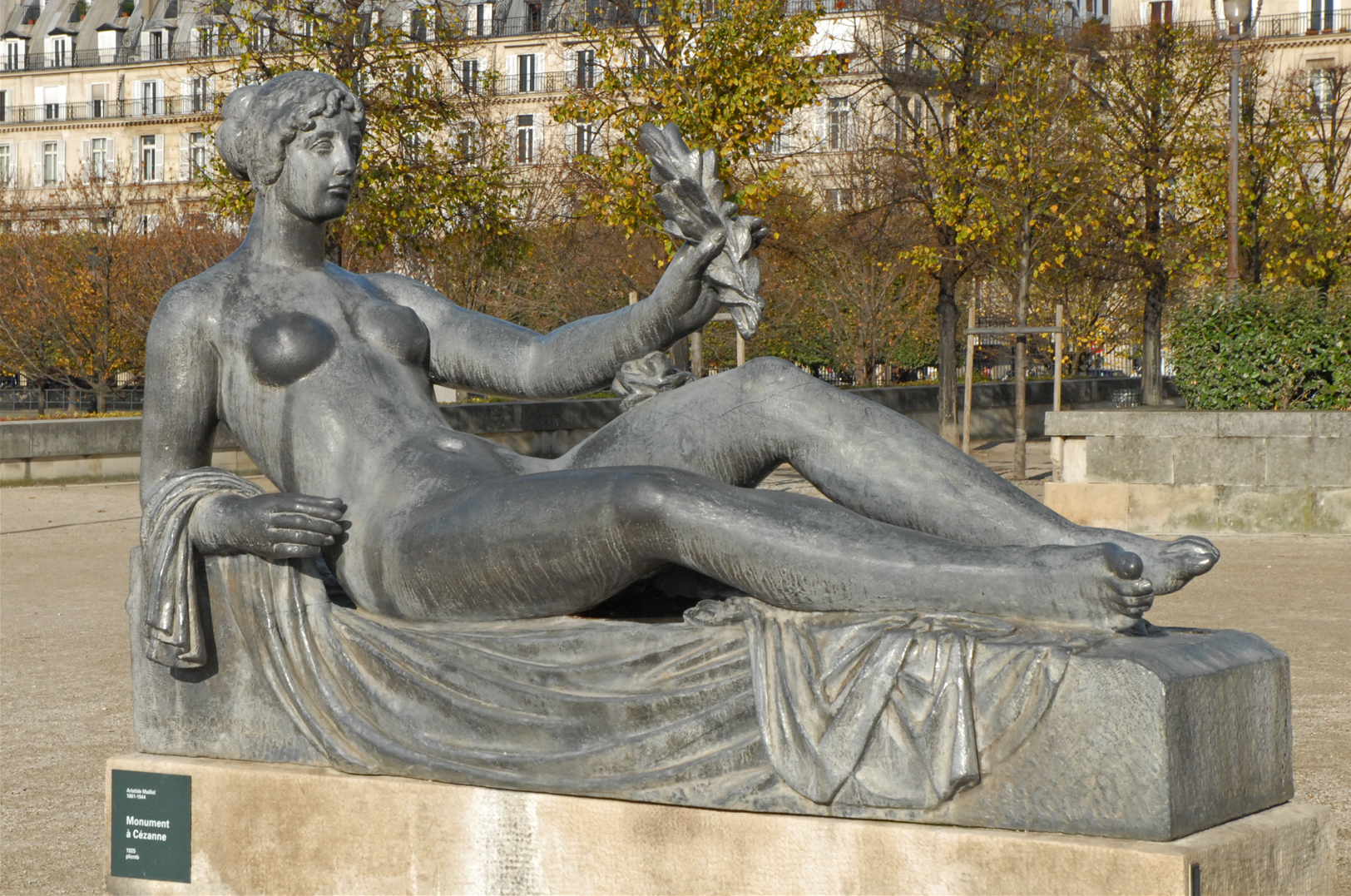
Посвящение Полю Сезанну. 1912. Бронза. Сады Тюильри, Париж

## Наследие Майоля
Своё состояние, в том числе художественные коллекции, Майоль завещал любимой натурщице и другу Дине Верни, и после его гибели она открыла галерею в Париже, ставшую одной из самых успешных. На протяжении всей жизни Дина Верни занималась пропагандой творчества Майоля, увенчавшейся в 1995 году открытием музея Майоля — «Фонда Дины Верни» (улица Гренель, 61, VI округ Парижа), который, имея множество работ Майоля в постоянной экспозиции, отличается также исключительно высоким уровнем художественных выставок. Восемнадцать скульптур Майоля были переданы в дар французскому правительству с условием их размещения в садах Тюильри (впоследствии Дина Верни передала ещё две скульптуры).
Три бронзовые скульптуры работы Майоля украшают парадную лестницу здания Метрополитен-опера в Нью-Йорке: «Лето» (1910—1911), «Венера без рук» (1920) и « Женщина на коленях: памятник Дебюсси» (1950—1955). Третья — единственное отражение музыки в произведениях художника. Работа создана по заказу коммуны Сен-Жермен-ан-Ле, месте рождения Клода Дебюсси.
В 1994 году, на родине художника в Баньюль-сюр-Мер, был открыт музей Майоля. Музей располагается на бывшей ферме, служившей художнику мастерской. Дина Верни много лет реставрировала здание, спасая его от разрушения. Именно в этом уединенном месте, в полной гармонии с природой, Аристид Майоль похоронен под основанием одной из своих работ: «Средиземное море».
В 2011 году в Музее Майоля в Париже состоялась большая ретроспективная выставка его произведений. В 2022 году Музей Орсе организовал ретроспективу под названием «Аристид Майоль (1861—1944). В поисках гармонии».

## Произведения Майоля, конфискованные нацистами
Во время немецкой оккупации Франции десятки произведений Майоля были конфискованы нацистской организацией, занимавшейся конфискацией и вывозом культурных ценностей с оккупированных территорий (Штаб рейхсляйтера Розенберга). В базе данных предметов искусства перечислено тридцать произведений Майоля. В базе данных Немецкого исторического музея произведений искусства, найденных союзниками в Центральном коллекционном пункте Мюнхена, имеется тринадцать предметов, связанных с Майолем. Скульптура Майоля «Голова Флоры» была найдена в тайнике Корнелиуса Гурлитта, сына гитлеровского арт-дилера Хильдебранда Гурлитта вместе с литографиями рисунками и картинами.